# علي الحسن
علي صادق الحسن مواليد 4 مارس 2010 في الأحساء في السعودية، هو لاعب كرة قدم سعودي يلعب لنادي النصر والمنتخب السعودي الأول.

## الحياة الشخصية
علي هو شقيق لاعب نادي الفتح الحالي عباس الحسن.

## المسار المهني

### نادي الفتح
بدأ الحسن مسيرته المهنية في نادي الفتح وهو نتاج منظومة شباب الفتح. في 17 فبراير 2018, ظهر الحسن احترافياً لأول مرة مع نادي الفتح ضد الاتحاد في دوري المحترفين, خلفاً لعبد القادر الوسلاتي.
في 6 مارس 2018, سجل الحسن هدفه الأول للنادي في الفوز 5-2 على الباطن. وخاض 5 مباريات وسجل مرة واحدة في أول موسم له مع الفريق الأول.
في 20 نوفمبر 2018, خضع الحسن لعملية جراحية في ألمانيا وغاب عن الملاعب لمدة شهر. عاد يوم 21 ديسمبر 2018 في مباراة الدوري ضد الاتفاق. في 5 يناير 2019, وقع الحسن عقدًا مهنيًا لمدة 5 سنوات مع الفتح. في موسمه الثاني كلاعب مع الفريق الأول، خاض الحسن 16 مباراة وسجل مرة واحدة ضد الفيحاء.

### نادي النصر
بعد تألقه مع نادي الفتح ومنتخب السعودية الأولمبي انتقل إلى نادي النصر في صيف عام 2020 و وقع عقد لمدة 5 سنوات.

### مع المنتخب السعودي الأول
اختير ضمن تشكيلة المنتخب السعودي الأول في كأس العالم 2022 في قطر.

## أرقام وإحصائيات

### النادي
آخر تحديث 29 فبراير 2020.
| النادي        | الموسم        | الدوري    | الدوري  | كأس الملك | كأس الملك | البطولة الآسيوية | البطولة الآسيوية | أخرى      | أخرى    | المجموع   | المجموع |
| النادي        | الموسم        | المباريات | الأهداف | المباريات | الأهداف   | المباريات        | الأهداف          | المباريات | الأهداف | المباريات | الأهداف |
| ------------- | ------------- | --------- | ------- | --------- | --------- | ---------------- | ---------------- | --------- | ------- | --------- | ------- |
| نادي الفتح    | 2017–18       | 5         | 1       | 0         | 0         | —                | —                | 0         | 0       | 5         | 1       |
| نادي الفتح    | 2018–19       | 16        | 1       | 2         | 0         | —                | —                | —         | —       | 18        | 1       |
| نادي الفتح    | 2019–20       | 13        | 1       | 1         | 0         | —                | —                | —         | —       | 14        | 1       |
| نادي الفتح    | المجموع       | 34        | 3       | 3         | 0         | 0                | 0                | 0         | 0       | 37        | 4       |
| المجموع الكُلي | المجموع الكُلي | 34        | 3       | 3         | 0         | 0                | 0                | 0         | 0       | 37        | 4       |

## وصلات خارجية
- علي الحسن  على سكروي